# Ding (Familienname)
Ding ist ein chinesischer und deutscher Familienname.

## Namensträger
- Ding Bangchao (* 1996), chinesischer Stabhochspringer
- Ding Bing-Yang (* 1953), chinesischer Botaniker
- Ding Chao, chinesischer General
- Ding Changqin (* 1991), chinesische Langstreckenläuferin
- Ding Ding (Tennisspielerin) (* 1977), chinesische Tennisspielerin
- Ding Feng (190–271), chinesischer General
- Ding Feng (Sportschütze) (* 1987), chinesischer Sportschütze
- Ding Guangen (1929–2012), chinesischer Politiker
- Ding Hongyu (* 1932), chinesischer Autor, Taiji- und Qigong-Lehrer
- Ding Jianjun (* 1989), chinesischer Gewichtheber
- Ding Jianxiu (1886–1944), chinesischer und mandschurischer Politiker
- Ding Jiaxi, chinesischer Menschenrechtsaktivist
- Ding Jiemin, chinesischer Bauingenieur
- Ding Junhui (* 1987), chinesischer Snookerspieler
- Ding Lei (* 1971), chinesischer Milliardär und Geschäftsmann
- Ding Ling (1904–1986), chinesische Schriftstellerin
- Ding Liren (* 1992), chinesischer Schachspieler und 17. klassischer Schachweltmeister
- Ding Meiyuan (* 1979), chinesische Gewichtheberin
- Ding Ning (* 1990), chinesische Tischtennisspielerin
- Ding Qiqing (* 1962), chinesischer Badmintonspieler
- Ding Ruchang (1836–1895), chinesischer Offizier
- Ding Shan-de (1911–1995), chinesischer Komponist
- Ding Shisun (1927–2019), chinesischer Politiker, Mathematiker und Hochschullehrer
- Ding Song (* 1971), chinesischer Tischtennisspieler
- Ding Wei (* 1979), chinesischer Go-Spieler
- Ding Wenjiang (1888–1936), chinesischer Geologe
- Ding Wenyuan (1889–1959), chinesischer Intellektueller, Übersetzer und Diplomat
- Ding Xia (* 1990), chinesische Volleyballspielerin
- Ding Xinyi (* 2004), chinesische Rhythmische Sportgymnastin
- Ding Xuedong (* 1960), chinesischer Manager
- Ding Yaping (* 1967), deutsche Tischtennisspielerin
- Ding Yi (* 1959), chinesisch-österreichischer Tischtennisspieler
- Yihui Ding (* 1938), chinesischer Meteorologe und Klimawissenschaftler
- Ding Yixin (* 1991), chinesische Schachspielerin
- Ding Yuan († 189), chinesischer Provinzgouverneur
- Ding Yuhuan (* 2003), chinesische Biathletin
- Ding Zilin (* 1936), chinesische Menschenrechtsaktivistin

sowie von
- Erwin Ding-Schuler (1912–1945), deutscher Mediziner und SS-Sturmbannführer
- Ida Ding (* 1967), deutsche Schriftstellerin, siehe Stephanie Schuster
- Qiang Ding († 1691 v. Chr.), chinesischer König der Shang-Dynastie